# AO Ajia Napa
AO Ajia Napa (gr. Αθλητικός Όμιλος Αγία Νάπα) – cypryjski klub piłkarski, grający w Protathlima B’ Kategorias, mający siedzibę w mieście Ajia Napa.

## Historia
Chronologia nazw:
- 1990—...: AO Ajia Napa

Klub został założony w 1990 roku jako AO Ajia Napa w wyniku fuzji dwóch miejscowych klubów APEAN (Athlitiki Podosfairiki Enosis Ayias Napas; Atletyczny Piłkarski Związek Ajia Napa) i ENAN (Enosis Neon Ayias Napas; Młodzieżowy Związek Ajia Napa). W sezonie 1990/91 zaczął grać w III lidze. Po dziesięciu latach w sezonie 2000/01 zespół zajął drugie miejsce i zdobył awans do drugiej ligi. Po zakończeniu sezonu 2005/06 uplasował się na trzeciej lokacie i zdobył historyczny awans do pierwszej ligi. Mimo niezłej gry na początku sezonu beniaminkowi nie udało się utrzymać w najwyższej lidze. Po zdobyciu tytułu mistrza drugiej ligi w sezonie 2011/12 zespół ponownie wrócił do pierwszej ligi.

## Sukcesy

### Trofea międzynarodowe
Nie uczestniczył w rozgrywkach europejskich (stan na 31-05-2012).

### Trofea krajowe
| \| \| Zdobyte trofea w rozgrywkach Cypru (stan na: 31-05-2012) \| |                                                          |      |          |
| Rozgrywki                                                         | Osiągnięcie                                              | Razy | Sezon(y) |
| Mistrzostwo                                                       | I miejsce                                                | 0    |          |
| Mistrzostwo                                                       | II miejsce                                               | 0    |          |
| Mistrzostwo                                                       | III miejsce                                              | 0    |          |
| Mistrzostwo                                                       | 13. miejsce                                              | 1    | 2007     |
| Puchar                                                            | zdobywca                                                 | 0    |          |
| Puchar                                                            | finalista                                                | 0    |          |
| Puchar                                                            | 1/4 finału                                               | 1    | 2008     |
| II liga                                                           | I miejsce                                                | 1    | 2012     |
| II liga                                                           | II miejsce                                               | 0    |          |
| II liga                                                           | III miejsce                                              | 1    | 2006     |
| Cypr                                                              | Zdobyte trofea w rozgrywkach Cypru (stan na: 31-05-2012) |      |          |

## Stadion
Klub rozgrywa swoje mecze domowe na stadionie Miejskim w Ajia Napie, który może pomieścić 2,000 widzów.

## Kadra
| Nr | Poz. | Piłkarz          |
| -- | ---- | ---------------- |
| 1  | BR   | Savvas Hanna     |
| 3  | OB   | Adamos Pierettis |
| 5  | OB   | Petros Sotiriou  |
| 6  | PO   | Paulo Sérgio     |
| 7  | PO   | Branislav Nikić  |
| 8  | OB   | Nikos Barboudis  |
| 9  | PO   | Predrag Lazić    |
| 10 | PO   | Ricardo Catchana |
| 12 | NA   | Jackson          |
| 13 | OB   | Uri Peso         |
| 14 | OB   | Michael Felgate  |
| 16 | PO   | Hugo Soares      |

| Nr | Poz. | Piłkarz                                                   |
| -- | ---- | --------------------------------------------------------- |
| 18 | NA   | Martinos Solomou (kapitan)                                |
| 19 | NA   | Georgios Kolokoudias                                      |
| 20 | PO   | Nektarios Tziortzis                                       |
| 21 | OB   | Fausto                                                    |
| 23 | OB   | Ginho                                                     |
| 24 | PO   | Zacharias Theodorou (wypożyczony z Anorthosisu Famagusta) |
| 25 | OB   | Antonis Mertakkas                                         |
| 28 | NA   | Vítor Afonso                                              |
| 31 | BR   | Athos Chrysostomou                                        |
| 32 | PO   | Antonis Katsis (wypożyczony z Alki Larnaca)               |
| 55 | PO   | Miguel Vargas                                             |